# Ines Keller
Ines Keller (obersorbisch Ines Kellerowa; * 12. Januar 1964 in Crostau, Deutsche Demokratische Republik als Ines Gürtler) ist eine sorbische Ethnologin.

## Leben
Keller absolvierte von 1983 bis 1988 ein Studium der Ethnographie an der Humboldt-Universität zu Berlin. In der Folge war sie bis 1991 als wissenschaftliche Mitarbeiterin in der Abteilung Volkskunde am Institut für sorbische Volksforschung in Bautzen tätig. Seit der Neugründung des Sorbischen Instituts im Jahr 1992 forscht sie als wissenschaftliche Mitarbeiterin der dortigen Abteilung Empirische Kulturforschung/Volkskunde (ab 2014 Kulturwissenschaften). 1997 promovierte sie mit einer Dissertation zur Entwicklung sorbischer und deutsch-sorbischer Familien im generativen Vergleich an ihrer Alma Mater. Von 2015 bis 2018 übernahm sie zusammen mit Peter Schurmann die kommissarische Leitung der Abteilung Kulturwissenschaften des Sorbischen Instituts.
Kellers Forschungsschwerpunkte liegen in den Bereichen des Umgangs mit kulturellem Erbe, Kleiderforschung und der Wissenschaftsgeschichte der Volkskunde. Sie ist Mitglied der Maćica Serbska und übernimmt dort den Vorsitz der Sektion Volkskunde und Museumswesen.
Keller lebt in Bautzen.

## Schriften (Auswahl)
- Sorbische und deutsch-sorbische Familien: Drei Generationen im Vergleich. (zugleich Dissertation) Domowina-Verlag, Bautzen 2000, ISBN 978-3-7420-1721-5.
- „Ich bin jetzt hier und das ist gut so“: Lebenswelten von Flüchtlingen und Vertriebenen in der Lausitz. (Lětopis-Sonderheft) Domowina-Verlag, Bautzen 2005.
- mit Leonore Scholze-Irrlitz: Trachten als kulturelles Phänomen der Gegenwart. (= Schriften des Sorbischen Instituts. Bd. 49) Domowina-Verlag, Bautzen 2009, ISBN 978-3-7420-2137-3.
- mit Elka Tschernokoshewa: Dialogische Begegnungen. Minderheiten – Mehrheiten aus hybridologischer Sicht. Waxmann Verlag, Münster 2011, ISBN 978-3-8309-2421-0.
- mit Elka Tschernokoshewa und Fabian Jacobs: Einheit in Verschiedenheit: Kulturelle Diversität und gesellschaftliche Teilhabe von Minderheiten auf dem Prüfstand. Waxmann Verlag, Münster 2015, ISBN 978-3-8309-3254-3.
- mit Fabian Jacobs: Das Reine und das Vermischte – 15 Jahre danach: Festschrift für Elka Tschernokoshewa. Waxmann Verlag, Münster 2015, ISBN 978-3-8309-3255-0.
- mit Susanne Hose: Sorbische Kultur-Geschichten im Biosphärenreservat Oberlausitzer Heide- und Teichlandschaft. Sorbisches Institut, Bautzen 2017, ISBN 978-3-9816961-4-1.
- mit Jean-Rémi Carbonneau und Fabian Jacobs: Dimensions of Cultural Security for National and Linguistic Minorities. Peter Lang, Brüssel 2021, ISBN 978-2-8076-1728-5.
- mit Anja Pohontsch und Theresa Jacobs: Wědomosć za wšitkich: Maćica Serbska – Maśica Serbska po 1990. Sorbisches Institut, Bautzen 2024, ISBN 978-3-948166-89-2.